# Längen
Längen ist ein Fertigungsverfahren der Hauptgruppe Umformen und zählt zusammen mit dem Weiten und Streckziehen (Tiefen) zur Gruppe des Zugumformens. Das Werkstück wird also während der Fertigung auf Zug in Längsrichtung beansprucht. Es wird zwischen den beiden Varianten des Streckens und des Streckrichtens unterschieden.

## Strecken
Hier vergrößern sich die Abmessungen des Werkstücks in Längsrichtung. Ein typisches Beispiel ist der Zugversuch zur Ermittlung von Spannungs-Dehnungs-Diagrammen und der Bruchfestigkeit.

## Streckrichten
Das Streckrichten dient zum Richten von Fehlern wie Biegungen oder Beulen an Stäben oder Rohren. In der Regel reichen plastische Verformungen von 1 % bis 2 % aus.